# شی‌گانگ‌زی
شی‌گانگ‌زی (به چینی: 西岗子镇) یک شهرک در شمال‌شرق جمهوری خلق چین است که در تابعیت منطقه آی‌هوی، شهر هئی‌هه (شهر در سطح ولایت)، استان هئی‌لونگ‌جیانگ واقع شده‌است.